# Sergueï Pogorelov
Sergueï Valentinovitch Pogorelov (en russe : Серге́й Валенти́нович Погоре́лов), né le 2 juin 1974 à Volgograd (URSS, aujourd'hui en Russie) et mort dans la même ville le 24 avril 2019, est un joueur de handball russe évoluant au poste d'arrière gauche ou, bien que droitier, d'arrière droit et avec un certain succès puisqu'il a été élu meilleur arrière droit de l'Euro 1998.
Sélectionne à 194 reprises en équipe nationale de Russie, il a notamment remporté les trois compétitions majeures : il est champion d'Europe en 1996, champion du monde en 1997 et champion olympique en 2000.

## Biographie
Sergueï Pogorelov commence le handball dans le club de sa ville native, le Kaustik Volgograd qu'il quitte en 1999 pour l'Allemagne et le TBV Lemgo pour une saison puis le ThSV Eisenach entre 2000 et 2001. Il prend alors la direction du club espagnol du BM Ciudad Real avec lequel il remporte la Coupe des coupes en 2002. La saison suivante, s'il participe à la victoire lors de cette même Coupe des coupes et à l’avènement du club sur la scène nationale avec une victoire en Coupe du Roi et une deuxième place en Championnat, il est prêté à compter de la trêve internationale (Mondial 2003 en janvier) au club français du Grand Lyon HB, avec lequel il termine la saison en marquant 40 buts en 12 matchs, puis au Paris Handball pour la saison 2003-2004.
En 2004, il retourne à Ciudad Real, mais il n'entre plus dans les schémas tactiques de son entraîneur. S'il participe aux entraînements, il est invité à trouver un club et prend ainsi la direction du BM Altea en octobre puis du Algeciras BM où il évolue entre 2005 et 2008. Enfin, alors qu'il devait rejoindre le club macédonien du RK Metalurg Skopje en 2008, il quitte le club au bout d'une semaine et sans avoir passé la visite médicale et termine alors sa carrière de joueur.
Il est retrouvé mort chez lui, le 24 avril 2019. Il avait 44 ans.

## Palmarès

### Sélection nationale
- Jeux olympiques[9]
  -  Médaille d'or aux Jeux olympiques d'été de 2000 à Sydney,  Australie
  -  Médaille de bronze aux Jeux olympiques d'été de 2004 à Athènes,  Grèce
  - 5e place aux Jeux olympiques d'été de 1996 à Atlanta,  États-Unis
- Championnats du monde
  -  Médaille d'or au Championnat du monde 1997,  Japon
  -  Médaille d'argent au Championnat du monde 1999,  Égypte
- Championnats d'Europe
  -  Médaille d'or au Championnat d'Europe 1996,  Espagne
  -  Médaille d'argent au Championnat d'Europe 2000,  Croatie
  - 4e place au Championnat d'Europe 1998,  Italie.

### En club
Compétitions internationales
- Vainqueur de la Coupe des coupes en 2002 (et partiellement en 2003)

Compétitions nationales
- Vainqueur de la Coupe du Roi en 2003
- Vice-champion d'Espagne en 2003.

### Récompenses individuelles
- élu meilleur arrière droit du Championnat d'Europe 1998[3]
- Nommé dans l'élection du meilleurs handballeurs de l'année en 1998.